# Adios Caballero
Pour plus de détails, voir Fiche technique et Distribution.
Adios Caballero (Uno dopo l'altro) est un western spaghetti italo-espagnol sorti en 1968, réalisé par Nick Nostro.

## Synopsis
L'ex-colonel Jefferson organise un braquage de banque pour rafler les économies des éleveurs de la région. Le caissier de banque Bill Ross essaie de s'y opposer, mais il est abattu de sang-froid. Quelque temps plus tard, Stan Ross rejoint la ville et enquête sur les circonstances du braquage et du meurtre. Jefferson lui fait croire que tout est dû aux bandits qui accompagnent Espartero. Ross parvient cependant à comprendre que les choses ne se sont pas passées comme cela. Jefferson ayant été attaqué, demande à ses gens de dévaster un village mexicain pour se venger. Stan, convaincu de l'innocence d'Espartero, se venge des personnes impliquées l'une après l'autre. Dans un duel final, il peut enfin affronter Jefferson et remettre l'or volé à la banque.

## Fiche technique
- Titre français : Adios Caballero[1]
- Titre original italien : Uno dopo l'altro
- Titre espagnol : Uno despues de otro[2]
- Genre : western spaghetti
- Réalisateur : Nick Nostro (sous le pseudo de Nick Howard)
- Scénario : Nick Howard, Carlos Emilio Rodríguez et Giovanni Simonelli (it) (sous le pseudo de Simon O'Neil)
- Production : Euroatlantica et Midega Film
- Durée : 95 minutes (version complète : 102 minutes)[3]
- Format d'image : 2,35 : 1
- Photographie : Mario Pacheco
- Montage : Renato Cinquini
- Musique : Fred Bongusto et Berto Pisano
- Décors : Enrique Alarcón
- Costumes : Rosalba Menichelli et Giuliana Serano
- Maquillage : Emilio Puyol
- Pays de production :  Espagne et  Italie
- Distribution en Italie : Euro International Film
- Année de sortie : 1968
  - Italie : 13 août 1968[4]
  - France : 26 avril 1972[4],[1]

## Distribution
- Richard Harrison (VF : Jacques Brunet) : Stan
- Pamela Tudor (VF : Martine Messager) : Sabine
- Paolo Gozlino (sous le pseudo de Paul Stevens) (VF : Henry Djanik) : Glenn
- José Bódalo (VF : Jean Michaud) : Jefferson
- Jolanda Modio : Tina
- José Manuel Martín (VF : Gérard Hernandez) : Espartero
- Hugo Blanco : Miguel
- José Jaspe (VF : André Valmy) : Pablo
- Luis Barboo : Hud
- Fortunato Arena (VF : Jean Violette) : Trent
- José Canalejas : Frank
- María Saavedra : Salma
- Eugenio Galadini (VF : Paul Villé) : le croque-mort
- Mirella Pamphili : une fille mexicaine
- Goffredo Unger : Burt